# ستيفان غلون

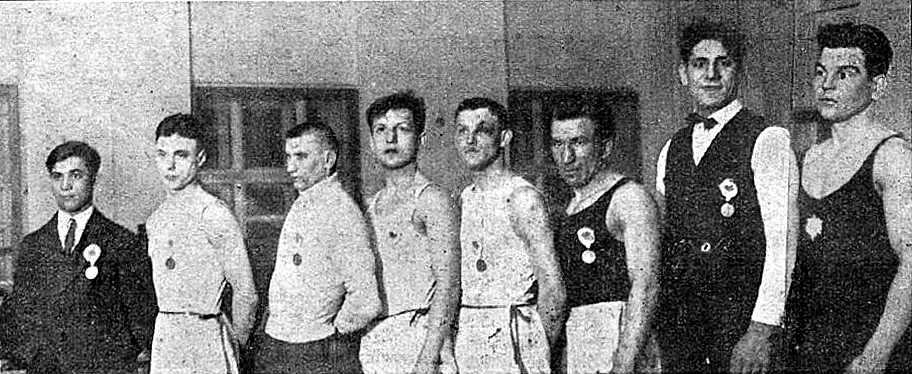
الحائزون على الميداليات الذهبية في بطولة الملاكمة البولندية عام 1928 - من اليسار: فيكتور موكزكو، ستيفان جلون، جان جورني، فيتولد ماجتشرزيكي، جان أرسكي، ميتشسلاف تشيرفين، ألفريد كوبكا، جان جيربيتش.

ستيفان غلون (بالبولندية: Stefan Glon) (2 يوليو 1908 – 10 مارس 1957) هو ملاكم بولندي راحل، مثّل بلاده في الألعاب الأولمبية الصيفية 1928.

## روابط خارجية
ستيفان غلون على موقع بوكس ريك (الإنجليزية) (registration required)
- ستيفان غلون على موقع أوليمبيديا (الإنجليزية)
- ستيفان غلون على موقع اللجنة الأولمبية البولندية (مؤرشف) (البولندية)